# Gheorghe Dogărescu
Gheorghe Dogărescu, né le 15 mai 1960 à Viziru (Județ de Brăila) et mort le 18 août 2020, est un handballeur roumain.

## Carrière
Gheorghe Dogărescu commence le handball au CSS Galați avant de rejoindre en 1979 le Dinamo Bucarest. Avec le club de la capitale, il remporte la Coupe de Roumanie en 1982 et atteint la saison suivante la finale de la Coupe d'Europe des vainqueurs de coupe. En 1986, le Dinamo devient champion de Roumanie. Lors de la saison 1990/91, il évolue au Portugal au Benfica Lisbonne.
Avec l'équipe nationale de Roumanie, Dogărescu totalise 93 sélections pour 116 buts marqués entre 1981 et 1990. Après avoir remporté la Supercoupe des nations en 1983 (de), Gheorghe Dogărescu et les Roumains obtiennent une médaille de bronze aux Jeux olympiques de 1984 de Los Angeles.